# پرادال سری

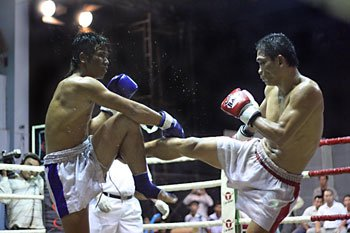
نمایی از یک نبرد پِرادال سِرِی - دسامبر ۲۰۱۴

پِرادال سِرِی (به زبان خمر:(ប្រដាល់សេរី)) نامیست که در کامبوج و زبان خمر به هنرهای رزمی منطقه هندوچین داده می‌شود. پرادال سری شباهت زیادی با لِثوِی یا مشتزنی سنتی برمه و همچنین موای تای یا بوکس تایلندی دارد.
پرادال به معنای مبارزه و سری به معنای آزاد، پس ترجمه تحت‌الفظی پرادال سری مبارزهٔ آزاد است.
یک برنامه ویژه تلویزیونی جمعه هر هفته از شبکه ۵ تلویزیون کامبوج به پخش مسابقات هنر رزمی پرادال سری می‌پردازد.

## پیشینه
هنرهای رزمی نیز در دوران حکومت خمرهای سرخ مانند تمام دانش‌ها و هنرهای دیگر ممنوع شده و در آستانه انقراض قرار گرفتند، اما پرادال سری با کمک دولت کامبوج و همینطور گردشگران خارجی بازگشت قدرتمندانه‌ای داشته‌ است. اما چون کامبوجی‌ها، تایلندی‌ها و دیگر کشورهای منطقه نتوانسته‌اند بر سر یک نام واحد و تشکیل یک سازمان واحد برای هنرهای رزمی منطقه جنوب شرق آسیا به توافق برسند، سیاست کامبوج در حال حاضر تلاش برای تبلیغ پرادال سری و شرکت نکردن در مسابقات موای تای است.

## مقررات
مسابقات پرادال سری بر روی یک رینگ مربع با اضلاع ۶٫۱ متری در پنج راند سه دقیقه‌ای و با یک یا دو دقیقه استراحت میان هر راند برگزار می‌شود.